# Cynorta barloventensis
Cynorta barloventensis is een hooiwagen uit de familie Cosmetidae.